# Мала Уга
Мала́ Уга́ (рос. Малая Уга) — річка в Алнаському районі Удмуртії, Росія, права притока Варзі.
Довжина річки становить 14 км. Бере початок на Можгинської височини в лісовому масиві неподалік села Асановський совхоз-технікум. У верхній течії знаходиться невелике лісове озеро. Впадає до Варзі на кордоні з Татарстаном. Середня та нижня течія протікає між стрімкими берегами.
На річці розташовані села Чумалі та Муважі.